# Das Erbe deutscher Musik
Das Erbe deutscher Musik ist eine Denkmälerreihe zur deutschen Musikgeschichte, die seit 1935 erscheint, zuerst in Leipzig bei Peters. Die Reihe kann als die unter dem Nationalsozialismus begründete Fortführung der Denkmäler deutscher Tonkunst betrachtet werden, eine Unterreihe sind die Reichsdenkmale deutscher Musik. Das Werk wird nach Bänden und Abteilungen gezählt: Band 8, d. h. der 2. Teil des Glogauer Liederbuchs, ist in der Abteilung 7 (Mittelalter) der Band 3.
Die Reihe wurde ursprünglich vom Staatlichen Institut für Deutsche Musikforschung (heute: Staatliches Institut für Musikforschung) herausgegeben, derzeit als Denkmälerreihe zur deutschen Musikgeschichte, herausgegeben von der Musikgeschichtlichen Kommission e. V., Institut für Musikwissenschaft der Universität Mainz, Editionsleitung Klaus Pietschmann.

## Inhaltsübersicht
Hauptreihe / Sonderreihe (SR) / Landschaftsdenkmale
Die zehn Abteilungen (siehe 2. Spalte) sind folgendermaßen untergliedert: 1 Orchestermusik; 2 Motette und Messe; 3 Mehrstimmiges Lied; 4 Oper und Sologesang; 5 Kammermusik; 6 Orgel, Klavier, Laute; 7 Mittelalter; 8 Ausgewählte Werke einzelner Meister; 9 Oratorium und Kantate; 10 Frühromantik (die ersten beiden Bände sind Sonderbände).

### Erbe deutscher Musik (Hauptreihe)
| Band         | Abtlg./Bd.         | Titel | Verschiedenes           |
| ------------ | ------------------ | --- | ----------------------- |
| 1            |                    | Altbachisches Archiv. Aus Johann Sebastian Bachs Sammlung von Werken seiner Vorfahren Johann, Heinrich, Georg Christoph, Johann Michael Bach und Johann Christoph Bach. Erster Teil: Motetten und Chorlieder |                         |
| 2            |                    | Altbachisches Archiv. Aus Johann Sebastian Bachs Sammlung von Werken seiner Vorfahren Johann, Heinrich, Georg Christoph, Johann Michael und Johann Christoph. Zweiter Teil: Kantaten |                         |
| 3            | 5,1                | Johann Christian Bach, Sechs Quintette op. 11, dem Kurfürsten Karl Theodor von der Pfalz gewidmet |                         |
| 4 u. 8       | 7,1 7,3            | Das Glogauer Liederbuch. Erster Teil: Deutsche Lieder und Spielstücke Das Glogauer Liederbuch. Zweiter Teil: Ausgewählte lateinische Sätze – Fortsetzung des Glogauer Liederbuches (Bde. 85/86) |                         |
| 5            | 2,1                | Ludwig Senfl, Sieben Messen zu vier bis sechs Stimmen |                         |
| 6            | 4,1                | Georg Philipp Telemann, Pimpinone oder Die ungleiche Heirat |                         |
| 7            | 7,2                | Trompeterfanfaren, Sonaten und Feldstücke. Nach Aufzeichnungen deutscher Hoftrompeter des 16./17. Jahrhunderts |                         |
| 8            | 7,3                | siehe 4 |                         |
| 9            | 6,1                | Orgelchoräle um Johann Sebastian Bach. Nach Handschriften und Drucken des 18. Jahrhunderts |                         |
| 10           | 3,1                | Ludwig Senfl, Deutsche Lieder zu vier bis sechs Stimmen. Erster Teil: Lieder aus handschriftlichen Quellen |                         |
| 11           | 1,1                | Gruppenkonzerte der Bachzeit. [Konzerte von Telemann, Heinichen und J. F. Fasch] |                         |
| 12           | 6,2                | Lautenmusik des 17. / 18. Jahrhunderts. Ausgewählte Werke von Esaias Reusner und Silvius Leopold Weiss |                         |
| 13           | 2,2                | Ludwig Senfl, Motetten. Erster Teil: Gelegenheitsmotetten und Psalmvertonungen |                         |
| 14           | 5,2                | Deutsche Bläsermusik vom Barock bis zur Klassik |                         |
| 15           | 3,2                | Ludwig Senfl, Deutsche Lieder zu vier bis sieben Stimmen. Zweiter Teil: Lieder aus Johannes Otts Liederbuch von 1534 |                         |
| 16           | 8,1                | Caspar Othmayr, Ausgewählte Werke. Erster Teil: Symbola |                         |
| 17           | 5,3                | Johann Jakob Walther, Scherzi da Violino solo con il Basso continuo, 1676 |                         |
| 18           | 1,2                | Carl Philipp Emanuel Bach, Vier Orchestersinfonien mit zwölf obligaten Stimmen, dem Prinzen Friedrich Wilhelm von Preußen gewidmet, Wiesbaden 1942 |                         |
| 19           | 4,2                | Valentin Rathgeber, Ohrenvergnügendes und gemüthergötzendes Tafelconfect (Augsburg 1733/37/46) |                         |
| 20           | 3,3                | Georg Forster, Frische Teutsche Liedlein (1539–1556). Erster Teil: Ein Außzug guter alter und neuer teutscher Liedlein (1539) |                         |
| 21 u. 25     | 2,3 2,4            | Georg Rhau, Sacrorum Hymnorum Liber Primus. Erster Teil: Proprium de Tempore Georg Rhau, Sacrorum Hymnorum Liber Primus. Zweiter Teil: Proprium et Commune Sanctorum |                         |
| 22           | 8,2                | Thomas Stoltzer, Ausgewählte Werke. Erster Teil |                         |
| 23           | 8,3                | Sixt Dietrich, Ausgewählte Werke. Erster Teil: Hymnen, 1545, erste Abteilung |                         |
| 24           | 5,4                | Ignaz Holzbauer, Instrumentale Kammermusik |                         |
| 25           | 2,4                | siehe 21 |                         |
| 26           | 8,4                | Caspar Othmayr, Ausgewählte Werke. Zweiter Teil: Cantilenae (1546), Epitaphium D. Martini Lutheri (1546), Bicinia (1547?), Tricinia (1549), einzelne Werke aus verstreuten Quellen |                         |
| 27           | 4,3                | Johann Adolf Hasse, Arminio. Erster Teil: 1. und 2. Akt |                         |
| 28           | 4,4                | Johann Adolf Hasse, Arminio. Zweiter Teil: 3. Akt |                         |
| 29           | 3,4                | Johann Jeep, Studentengärtlein. Johannes Steffens, Neue teutsche weltliche Madrigalia und Balletten |                         |
| 30           | 1,3                | Johann Christian Bach, Fünf Sinfonien |                         |
| 31           | 5,5                | Gregor Joseph Werner, Musikalischer Instrumental-Kalender für zwei Violinen und Basso continuo |                         |
| 32, 33 u. 34 | 7,4 7,5 7,6        | Der Mensuralkodex des Nikolaus Apel (Ms. 1494 der Universitätsbibliothek Leipzig). Erster Teil (Nr. 1–84) Der Mensuralkodex des Nikolaus Apel (Ms. 1494 der Universitätsbibliothek Leipzig). Zweiter Teil (Nr. 85–150) Der Mensuralkodex des Nikolaus Apel (Ms. 1494 der Universitätsbibliothek Leipzig). Dritter Teil (Nr. 151–174a, Kritischer Bericht und Gesamtinhaltsverzeichnis) |                         |
| 35           | 9,1                | Gottfried Kirchhoff und Johann Gottlieb Goldberg, Kirchenkantaten |                         |
| 36           | 6,3                | Die Lüneburger Orgeltabulatur KN 208/1 |                         |
| 37           | 7,7 7,8 7,9        | Das Buxheimer Orgelbuch. Erster Teil (Nr. 1–105) Das Buxheimer Orgelbuch. Zweiter Teil (Nr. 106–230) Das Buxheimer Orgelbuch. Dritter Teil (Nr. 231–256 und Kritischer Bericht für die Teile I-III) |                         |
| 40           | 6,4                | Die Lüneburger Orgeltabulatur KN 208/2 |                         |
| 41           | 1,4                | Klarinetten-Konzerte des 18. Jahrhunderts [vier Konzerte von J. M. Molter und zwei Konzerte von Fr. X. Pokorny] |                         |
| 42           | 2,5                | Adrian Petit Coclico, Consolationes Piae, Musica Reservata (Nürnberg 1552) |                         |
| 43           | 4,5                | Andreas Hammerschmidt, Weltliche Oden oder Liebesgesänge (Freiberg 1642 und 1643, Leipzig 1649) |                         |
| 44           | 5,6                | Johannes Schenck, Le Nymphe di Rheno für zwei Solo-Gamben |                         |
| 45           | 4,6                | Balladen von Gottfried August Bürger, in Musik gesetzt von André, Kunzen, Zumsteeg, Tomaschek und Reichardt. Erster Teil |                         |
| 46           | 4,7                | Balladen von Gottfried August Bürger, in Musik gesetzt von André, Kunzen, Zumsteeg, Tomaschek und Reichardt. Zweiter Teil |                         |
| 47           | 2,6                | Ludwig Daser, Motetten |                         |
| 48           | 8,5                | Christian Geist, Kirchenkonzerte |                         |
| 49           | 5,7                | Andreas Hammerschmidt, „Erster Fleiß“. Instrumentalwerke zu 5 und 3 Stimmen |                         |
| 50           | 9,4                | Augustin Pfleger, Geistliche Konzerte Nr. 1–11 aus dem Evangelien-Jahrgang |                         |
| 51           | 1,5                | Flöten-Konzerte der Mannheimer Schule A. Filtz, F. X. Richter, J. Stamitz, K. Stamitz, A. Stamitz, K. J. Toeschi |                         |
| 52/53        | 7,10 u. 7,11       | Die Handschrift London, British Museum, Add. 27 630 (LoD). Erster Teil: Faksimile Die Handschrift London, British Museum, Add. 27 630 (LoD). Zweiter Teil: Übertragung der Organa und Motetten |                         |
| 54           | 6,5                | Hans Buchner, Sämtliche Orgelwerke. Erster Teil: Fundamentum und Kompositionen der Handschrift Basel F I 8a |                         |
| 55           | 6,6                | Hans Buchner, Sämtliche Orgelwerke. Zweiter Teil: Fundamentum und Kompositionen der Handschrift Zürich S 284 sowie Stücke aus verschiedenen anderen Quelle |                         |
| 56           | 1,6                | Johann Christian Bach, Ensemble-Konzerte |                         |
| 57           | 8,6                | Heinrich Finck, Ausgewählte Werke. Erster Teil: Messen und Motetten zum Proprium Missae |                         |
| 58/59        | 10,1 u. 10,2       | Johann Friedrich Reichardt, Goethes Lieder, Oden, Balladen und Romanzen mit Musik. Erster Teil: 1. und 2. Abteilung / Johann Friedrich Reichardt, Goethes Lieder, Oden, Balladen und Romanzen mit Musik. Zweiter Teil: 3. und 4. Abteilung sowie verstreut überlieferte Kompositionen                                                                                                  |                         |
| 60           | 3,5                | Georg Forster, Frische Teutsche Liedlein (1539–1556). Zweiter Teil (1540) |                         |
| 61           | 3,6                | Georg Forster, Frische Teutsche Liedlein (1539–1556). Dritter Teil (1549) |                         |
| 62           | 3,7                | Georg Forster, Frische Teutsche Liedlein (1539–1556). Vierter Teil (1556) |                         |
| 63           | 3,8                | Georg Forster, Frische Teutsche Liedlein (1539–1556). Fünfter Teil (1556) |                         |
| 64           | 9,5                | Augustin Pfleger, Geistliche Konzerte Nr. 12–23 aus dem Evangelien-Jahrgang |                         |
| 65           | 9,6                | Christoph Bernhard, Geistliche Harmonien 1665 |                         |
| 66           | 8,7                | Thomas Stoltzer, Ausgewählte Werke. Zweiter Teil: Sämtliche Psalmmotetten |                         |
| 67           | 5,8                | Gambenkompositionen von Johannes Schenck und Conrad Höffler |                         |
| 68           | 4,8                | Johann Valentin Meder, Die beständige Argenia, Singspiel |                         |
| 69           | 4,9                | Johann Mattheson, Cleopatra |                         |
| 70           | 8,8                | Heinrich Finck, Ausgewählte Werke. Zweiter Teil: Messen, Motetten und deutsche Lieder |                         |
| 71           | 4,10               | Johann Abraham Peter Schulz, Musik zu Racines „Athalie“ |                         |
| 72           | 2,7                | Annaberger Chorbuch, SLB Mus. 1-D-505 (1248). Erster Teil |                         |
| 73           | 2,8                | Annaberger Chorbuch, SLB Mus. 1-D-505 (1248). Zweiter Teil. |                         |
| 74           | 7,12               | Das Liederbuch des Dr. Hartmann Schedel. Erster Teil | bisher nicht erschienen |
| 75           | 7,13               | Das Liederbuch des Dr. Hartmann Schedel. Zweiter Teil. | bisher nicht erschienen |
| 76           | 7,14               | Der Kodex Berlin 40021. Staatsbibliothek Preußischer Kulturbesitz Berlin, Mus. ms. 40021. Erster Teil [Nr. 1–42] |                         |
| 77           | 7,15               | Der Kodex Berlin 40021. Staatsbibliothek Preußischer Kulturbesitz Berlin, Mus. ms. 40021. Zweiter Teil [Nr. 43–96] |                         |
| 78           | 7,16               | Der Kodex Berlin 40021. Staatsbibliothek Preußischer Kulturbesitz Berlin, Mus. ms. 40021. Dritter Teil [Nr. 97–150] und Kritischer Bericht für die Teile I-III |                         |
| 79           | 2,9                | Threnodiae Sacrae. Beerdigungskompositionen aus gedruckten Leichenpredigten des 16. und 17. Jahrhunderts |                         |
| 80           | 7,17               | Der Kodex des Magister Nicolaus Leopold, Staatsbibliothek München, Mus. ms. 3154. Erster Teil [Nr. 1–59] |                         |
| 81           | 7,18               | Der Kodex des Magister Nicolaus Leopold, Staatsbibliothek München, Mus. ms. 3154. Zweiter Teil [Nr. 60–99] |                         |
| 82           | 7,19               | Der Kodex des Magister Nicolaus Leopold, Staatsbibliothek München, Mus. ms. 3154. Dritter Teil [Nr. 100–129] |                         |
| 83           | 7,20               | Der Kodex des Magister Nicolaus Leopold, Staatsbibliothek München, Mus. ms. 3154. Vierter Teil [Nr. 130–174] und Kritischer Bericht für die Teile I-IV |                         |
| 84           | 7,21               | Das Liederbuch des Dr. Hartmann Schedel. Faksimile |                         |
| 85/86        | 7,22 u. 7,23       | Das Glogauer Liederbuch. Dritter Teil: Nr. 1–120 Das Glogauer Liederbuch. Vierter Teil: Nr. 121–294, Kritischer Bericht und Verzeichnisse |                         |
| 87           | 7,24               | Graduale Pataviense (Wien 1511). Faksimile |                         |
| 88           | 7,25               | Antiphonale Pataviense (Wien 1519). Faksimile |                         |
| 89           | 4,11               | Reinhard Keiser, Masaniello furioso |                         |
| 90           | 9,7                | Christoph Bernhard, Geistliche Konzerte und andere Werke |                         |
| 91/92        | 6,7 u. 6,8         | Die Orgeltabulatur des Leonhard Kleber. Erster Teil / Die Orgeltabulatur des Leonhard Kleber. Zweiter Teil |                         |
| 93           | 2,10               | Jan Dismas Zelenka, Missa ultimarum prima: Missa Dei Patris C-Dur (1740) ZWV 19 |                         |
| 94           | 10,3               | Friedrich Schneider, Das Weltgericht. Faksimile des Originaldruckes nebst Kritischem Bericht |                         |
| 95           | 2,11               | Johann Caspar Ferdinand Fischer, Psalmi Vespertini. Opus III |                         |
| 96           | 2,12               | Johann Caspar Ferdinand Fischer, Litaniae Lauretanae. Cum annexis Antiphonis. Opus V |                         |
| 97/98        | 6,9 u. 6,10        | Bernhard Schmid d.Ä., Orgeltabulatur 1577. Erster Teil: Faksimile Bernhard Schmid d.Ä, Orgeltabulatur 1577. Zweiter Teil: Übertragung |                         |
| 99           | 8,9                | Thomas Stoltzer, Ausgewählte Werke. Dritter Teil: Missa paschalis und Motetten |                         |
| 100          | 2,13               | Jan Dismas Zelenka, Missa ultimarum secunda: Missa Dei Filii C-Dur / G-Dur ZWV 20. Litaniae Lauretanae „Consolatrix afflictorum“ G-Dur ZWV 151 |                         |
| 101          | 2,14               | Jan Dismas Zelenka, Missa ultimarum sexta: Missa Omnium Sanctorum a-Moll ZWV 21. Litaniae Lauretanae „Salus infirmorum“ F-Dur ZWV 152 |                         |
| 102          | 3,9                | Johann Knöfel, Neue teutsche Liedlein 1581 |                         |
| 103          | 2,16               | Jan Dismas Zelenka, Missa Sanctissimae Trinitatis a-Moll (1736) ZWV 17 |                         |
| 104          | 5,9                | Johann Gottlieb Janitsch, Quartette für drei Melodieinstrumente und Generalbaß |                         |
| 105          | 10,4               | Johann Abraham Peter Schulz, Lieder im Volkston |                         |
| 106          | 10,5               | Carl Friedrich Zelter, Lieder, Balladen und Romanzen. Faksimile nach Originalausgaben |                         |
| 107          | 4,12               | Reinhard Keiser, Ulysses |                         |
| 108          | 2,17               | Jan Dismas Zelenka, Missa votiva e-Moll ZWV 18. Miserere c-Moll ZWV 57 |                         |
| 109          | 1,7                | Johann Wenzel Kalliwoda, Sinfonien Nr. 1 und 5 |                         |
| 110          | 5,10               | Diederich Becker, Musicalische Frühlings-Früchte und Hamburger Handschrift |                         |
| 111          | 5,11               | Heinrich Philipp Bossler, Blumenlese für Klavierliebhaber 1783. Photomechanischer Nachdruck |                         |
| 112          | 5,12               | Friedrich Ernst Fesca, Ausgewählte Streichquartette |                         |
| 113/114      | 2,18 u. 2,19       | Annaberger Chorbuch, SLB Mus. 1-D-506 (1126). Erster und Zweiter Teil |                         |
| 115a//116a/b | 2,20a/b // 2,21a/b | Die Handschrift des Jodocus Schalreuter (Ratsbibliothek Zwickau Mus. 73). Vier Teile |                         |
| 117          | 7,26               | Kodex Breslau 2016. Erster Teil | bisher nicht erschienen |
| 118          | 7,27               | Kodex Breslau 2016. Zweiter Teil | bisher nicht erschienen |
| 119          | 2,22               | Psalmi selecti. Psalmmotetten deutscher Komponisten der Generation Ludwig Senfls |                         |
| 120          | 4,13               | Heinrich Marschner, Der Vampyr |                         |
| 121          | 4,14               | Wilhelmine von Bayreuth, Argenore (1740) |                         |
| 122          | 10,6               | Leopold Schefer, Ausgewählte Lieder und Gesänge zum Pianoforte |                         |
| 123          | 2,23               | Philipp Dulichius, Die Evangelienmotetten des Novum opus musicum (Stettin 1599) |                         |
| 124          | 2,24               | Philipp Dulichius, Die Evangelienmotetten des Fasciculus novus (Stettin 1598) |                         |
| 125          | 10,7               | Johann Friedrich Reichardt, Vertonungen von Texten Friedrich Schillers |                         |

### Sonderreihe
- SR 1 Christoph Demantius, Neue Teutsche Weltliche Lieder 1595, Convivalium Concentuum Farrago 1609, Kassel 1954
- SR 2 Johann Kugelmann, Concentus novi 1540
- SR 3 Erasmus Widmann, Ausgewählte Werke
- SR 4 Johann Schobert, Sechs Sinfonien für Cembalo mit Begleitung von Violine und Hörnern ad libitum op. 9 und op. 10
- SR 5 Johannes Nucius, Ausgewählte Motetten
- SR 6-7 Johann Vierdanck, Geistliche Konzerte. Erster und Zweiter Teil |
- SR 8 Johann Gottlieb Naumann, „Um Erden wandeln Monde“. Psalm mit dem „Vater unser“. Text von Friedrich Gottlieb Klopstock. Photomechanischer Nachdruck der Partiturausgabe von 1823
- SR 9–10 Thomas Fritsch, Novum et insigne opus musicum (Breslau 1620). Teil I und II |
- SR 11–12 Silvius Leopold Weiss, Tabulatur Dresden, Sächsische Landesbibliothek – Staats- und Universitätsbibliothek Mus. 2841-V-1. Faksimile der Tabulatur. Teil I und II (Wei9 5/6) |
- SR 13–14 Silvius Leopold Weiss, Tabulatur Dresden, Sächsische Landesbibliothek – Staats- und Universitätsbibliothek Mus. 2841-V-1. Übertragung. Teil I und II (Weiß 7/8) |
- SR 15 Silvius Leopold Weiss, Werke aus verstreuten Handschriften. Tabulatur (Weiß 9) bisher nicht erschienen
- SR 16 Silvius Leopold Weiss, Werke aus verstreuten Handschriften. Übertragung (Weiß 10) |

### Landschaftsdenkmale
- Alpen- und Donaugebiete, Bd. 1 Wiener Lautenmusik im 18. Jahrhundert. Franz Ginter, Graf Logi, Johann Georg Weichenberger, Georg Zechner, Graf Bergen, Fürst Lobkowitz, Joseph Porsile, Graf Gaisruck, Ferdinand Seidel, Carl Kohaut. Im Anhang: Arie der Artenice aus Caldaras Ormisda.
- Bayern 1 = DTB 37 / Rupert Ignaz Mayr, Ausgewählte Kirchenmusik
- Bayern 2 = DTB 38 / Johann Wolfgang Franck, Die drey Töchter Cecrops’
- Kurhessen 1 Moritz Landgraf von Hessen, Ausgewählte Werke. Erster Teil: 16 Pavanen, Gagliarden und Intraden / Moritz Landgraf von Hessen, Ausgewählte Werke. Zweiter Teil: Vier Fugen und fünf Madrigale
- Mecklenburg-Vorpommern 1 Hochzeitsarien und Kantaten Stettiner Meister nach 1700. Friedrich Gottlieb Klingenberg und Michael Rohde
- Mecklenburg-Vorpommern 2 Daniel Friderici, Ausgewählte geistliche Gesänge
- Mitteldeutschland 1 Friedrich Wilhelm Rust, Werke für Klavier und Streichinstrumente
- Niedersachsen 1 Johannes Schultz, Musicalischer Lüstgarte 1622
- Niedersachsen 2 Andreas Crappius, Ausgewählte Werke
- Ostpreußen, Danzig, Westpreußen 1 Preußische Festlieder. Zeitgenössische Kompositionen zu Dichtungen Simon Dachs. [I. Geistliche Lieder, II. Weltliche Lieder und Tänze.]
- Rhein-Main-Gebiet 1 Johann Andreas Herbst, Drei mehrchörige Festkonzerte für die freie Reichsstadt Frankfurt a. M.
- Schleswig-Holstein u. Hansestädte 1 und 2 / Nicolaus Bruhns, Gesammelte Werke. Erster Teil: Kirchenkantaten Nr. 1–7 / Nicolaus Bruhns, Gesammelte Werke. Zweiter Teil: Kirchenkantaten Nr. 8–12. Orgelwerke
- Schleswig-Holstein u. Hansestädte 3 / Johann Sigismund Kusser, Arien, Duette und Chöre aus Erindo oder Die unsträfliche Liebe
- Schleswig-Holstein u. Hansestädte 4 / Matthias Weckmann, Gesammelte Werke
- Sudetenland, Böhmen u. Mähren 1 Christoph Demantius, [Werke] I. Neue Teutsche Weltliche Lieder 1595. Convivalium Concentuum Farrago 1609
- Sudetenland, Böhmen u. Mähren 4 Prager deutsche Meister der 1. Hälfte des 18. Jahrhunderts